# Zee-abrikoos
De zee-abrikoos (Polycarpa scuba) is een zakpijpensoort uit de familie van de Styelidae. De wetenschappelijke naam van de soort is voor het eerst geldig gepubliceerd in 1971 door Claude Monniot.

## Beschrijving
De zee-abrikoos is een rode, ovaalrode solitaire zakpijp. De mantel is min of meer egaal oranjerood, tot abrikooskleurig. De sifons zijn duidelijk bleker, met bovenaan, langs de buitenkant van de sifon een dun oranjerood lijntje. De buitenzijde (mantel) is ruw en vaak begroeid met andere organismen, waaronder mosdierkolonies en sponzen. De soort wordt vaak verward met de eveneens inheemse zeebes (Dendrodoa grossularia). Deze blijft echter nog wat kleiner, is gewoonlijk volledig éénkleurig oranjerood tot geeloranje, zonder de duidelijk veel blekere sifonhalzen en mist het roodoranje lijntje bovenaan de sifons, dat kenmerkend is voor de zee-abrikoos.

## Verspreiding
Het is inheems in de noordoostelijke Atlantische Oceaan, waar het op de zeebodem leeft.